# 寒生羊茅
寒生羊茅（学名：Festuca kryloviana），为禾本科羊茅属下的一个植物种。